# Marc Beaumont (cyclisme)
Pour les articles homonymes, voir Marc Beaumont et Beaumont.
Ne doit pas être confondu avec Mark Beaumont.
Marc Beaumont, né le 25 novembre 1984 à Shrewsbury, est un coureur cycliste britannique. Spécialiste du VTT, il est notamment vice-champion d'Europe de descente en 2005 et 2006. En descente, il a également remporté deux manches de Coupe du monde de VTT.

## Palmarès en VTT

### Championnats du monde
- Les Gets 2004
  - 9e de la descente
- Livigno 2005
  - 10e de la descente
- Mont-Sainte-Anne 2010
  - 6e de la descente
- Champéry 2011
  - 7e de la descente

### Coupe du monde
Coupe du monde de descente
- 2005 : 9e du classement général, un podium
- 2007 : 5e du classement général, vainqueur de la manche de Vigo
- 2010 : 5e du classement général, vainqueur de la manche de Val di Sole

### Championnats d'Europe
- Wałbrzych 2004
  - 4e de la descente
- Commezzadura 2005
  -  Médaillé d'argent de la descente
- Commezzadura 2006
  -  Médaillé d'argent de la descente

### Championnats de Grande-Bretagne
- 2002
  - 2e de la descente juniors
- 2003
  - 3e de la descente
- 2005
  - 2e de la descente
- 2006
  -  Champion de Grande-Bretagne de descente
- 2007
  -  Champion de Grande-Bretagne de descente
- 2008
  - 2e de la descente